# Isola di St. George (Alaska)
L'isola di Saint George (isola di San Giorgio) è una delle due maggiori isole del gruppo delle Pribilof assieme alla St. Paul. Si trova a nord dell'arcipelago delle Aleutine, tra l'Alaska e la Russia e 72 km a sud-est di St. Paul. L'isola appartiene all'Alaska (USA). La cittadina di St. George è l'unico centro abitato dell'isola con circa un centinaio di abitanti.
L'isola è stata scoperta da Gavriil Pribylov nel giugno del 1786 e ha preso il nome della sua nave la Svjatoj Georgij.
Sull'isola si trovano grandi colonie di uccelli marini che nidificano sulle alte scogliere, tra cui il Rissa brevirostris. Oltre a circa 210 specie di uccelli si riuniscono lì ogni estate oltre un milione di foche. Sono inoltre presenti renne e volpi artiche.